# Joaquín Barceló
Joaquín Barceló Santonja (Sax, Alicante, 4 de diciembre de 1929 - Bilbao, 19 de abril de 1961) fue un ciclista valenciano, que fue profesional entre 1958 y el momento de su muerte, en1961, cuando un árbol le cayó encima mientras se entrenaba por carreteras del País Vasco. En su palmarés destaca una etapa a la Vuelta en Andalucía de 1959 y haber liderado la Vuelta en Cataluña de 1958 durante tres etapas, en la cual finalmente acabó sexto.

## Palmarés
- 1959
  - Vencedor de una etapa a la Vuelta en Andalucía y 2.º en la general
- 1961
  - 2.º en la Vuelta a Levante

### Resultados a la Vuelta en España
- 1959. 37.º de la clasificación general
- 1960. Abandona (14.ª etapa)